# Pseudoterpna stiparia
Pseudoterpna stiparia är en fjärilsart som beskrevs av Charles E. Rungs 1950. Pseudoterpna stiparia ingår i släktet Pseudoterpna och familjen mätare. Inga underarter finns listade.